# Lussas-et-Nontronneau
Lussas-et-Nontronneau (okzitanisch Luçac et Nontroneu) ist eine französische Gemeinde mit 285 Einwohnern (1. Januar 2022) im Norden des Départements Dordogne in der Region Nouvelle-Aquitaine (vor 2016 Aquitanien). Sie gehört zum Arrondissement Nontron, zum Kanton Périgord Vert Nontronnais und zum Gemeindeverband Périgord Nontronnais. Die Einwohner werden als Lutronnais bzw. Lutronnaises bezeichnet.

## Etymologie
Die Ortsbezeichnung Lussas geht auf den gallorömischen Eigennamen Lucius oder Lucaeus zurück, gefolgt von dem Suffix –acum (Domäne des, gehörig zu). Nontronneau ist ein Diminutiv von Nontron.

## Geographie

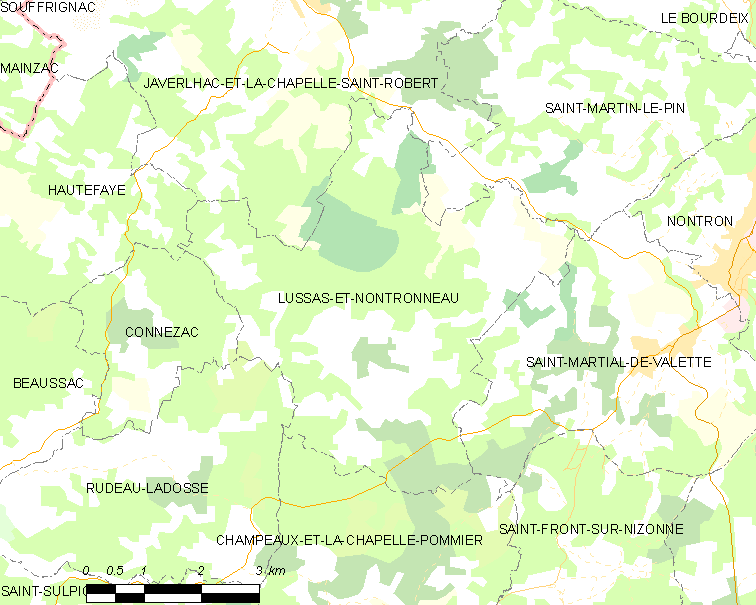
Lagekarte von Lussas-et-Nontronneau

Die Gemeinde Lussas-et-Nontronneau liegt etwa sieben Kilometer westsüdwestlich von Nontron (Ortskern Lussas).
Sie wird von folgenden sieben Gemeinden umgeben:
| Hautefaye      | Javerlhac-et-la-Chapelle-Saint-Robert                          | Saint-Martin-le-Pin      |
| Connezac       | Kompassrose, die auf Nachbargemeinden zeigt                    | Saint-Martial-de-Valette |
| Rudeau-Ladosse | Mareuil en Périgord (vormals Champeaux-et-la-Chapelle-Pommier) |                          |

Neben den beiden Ortskernen von Lussas und Nontronneau gehören zum Gemeindegebiet von Lussas-et-Nontronneau folgende Weiler, Gehöfte, ein Schloss und Geländepunkte:
Bondazeau, Bois de Clarat, Bois de la Rauque,  Bois du Prêtre, Bosredon, Buzetière, Château de Beauvais, Chez Bini, Chez Garni, Chez Mauvy, Chez Veyssière, Clarat, Fontroubade, La Croix de Charles, La Saudie, La Tonnelle, La Vieille Vigne, La Cabane, Lamourette, Le Clos, Le Coderc, Le Grand Verger, Le Roc de Montcheuil, Le Sauvage, Les Bellus, Les Borderies, Les Fours, Lombardière, Montament (Ruine), Plaisance, Puychissou, Puyfagnoux, Puyvigier, Terre Noire, Vieux Sirieix und Villejalet.
Der topographisch tiefste Punkt des Gemeindegebietes liegt mit 125 Metern über dem Meer am Bandiat bei Bondazeau im Norden, der höchste Punkt mit 232 Metern auf einem Höhenrücken im Osten an der Grenze zu Saint-Martial-de-Valette. Die absolute Höhendifferenz beträgt 107 Meter. Lussas befindet sich auf 185 Meter, Nontronneau auf 191 Meter Meerhöhe.

### Verkehrsanbindung
Der Ortsteil Lussas kann über die D 95, die an die D 708 von Nontron nach Mareuil anbindet, erreicht werden. Die D 95 verläuft dann weiter in nordwestlicher Richtung nach Hautefaye und Mainzac (Charente). Am Nordost- und Nordrand des Gemeindegebiets zieht im Bandiattal die D 75 von Nontron in Richtung Angoulême vorbei. Von ihr zweigen mehrere Kommunalstraßen ab, die ins Gemeindegebiet von Lussas-et-Nontronneau führen. So beispielsweise bei Villejalet in Richtung Nontronneau, bei Lespinasse (Gemeinde Saint-Martin-le-Pin) in Richtung Clarat, Château de Beauvais und Lussas sowie bei Jommelières (Gemeinde Javerlhac-et-la-Chapelle-Saint-Robert) zum Weiler Bondazeau.

### Bodenbedeckung

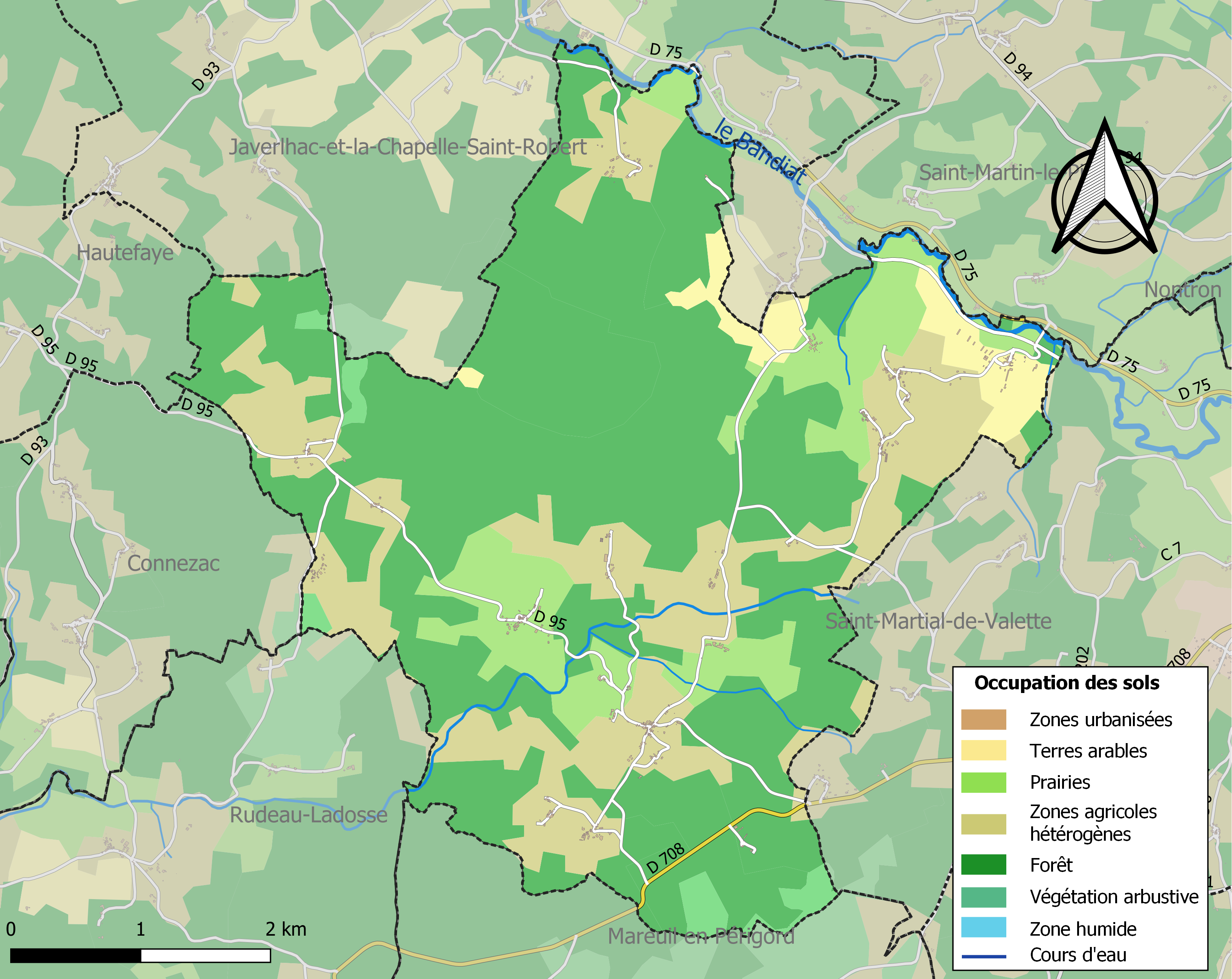
Bodenbedeckung in Lussas-et-Nontronneau

Die Bodenbedeckung der Gemeinde Lussas-et-Nontronneau schlüsselt sich im Jahr 2018 gemäß der europäischen Datenbank CORINE Land Cover (CLC) wie folgt auf:
- Wälder – 59,4 %
- heterogene landwirtschaftliche Nutzung – 23,5 %
- Wiesen – 11,5 %
- Ackerbau – 3,6 %
- Buschwerk – 2,0 %.

Die Wälder und seminaturellen Ländereien stehen 2018 im Vordergrund. Sie sind mit 61,4 % gegenüber 1990 (62,3 %) nur geringfügig zurückgegangen.

## Klima
Die Gemeinde Lussas-et-Nontronneau besitzt ein abgeschwächtes ozeanisches Klima, das sich durch folgende Parameter auszeichnet:
| Klimaparameter im Zeitraum 1971-2000 - Jahresmittel: 12,3 °C - Anzahl der Tage unter −5 °C: 2,7 - Anzahl der Tage oberhalb 30 °C: 7,0 - Maximum im Tages-Temperaturunterschied: 14,5 °C - Jahresniederschlag: 965 mm - Niederschlagstage im Januar: 12,8 - Niederschlagstage im Juli: 7,2 |

Durch den Klimawandel zeichnen sich Erhöhungen im Jahresmittel ab, die sich bereits auch bemerkbar machen. So ist beispielsweise an der 64 Kilometer entfernten Wetterstation am Flughafen von Limoges-Bellegarde das langjährige Jahresmittel von 11,2 °C für 1971-2000 über 11,4 °C für 1981-2010 auf 11,8 °C für 1991-2020 angestiegen – ein Zuwachs um 0,6 °C innerhalb von 20 Jahren.

## Hydrographie

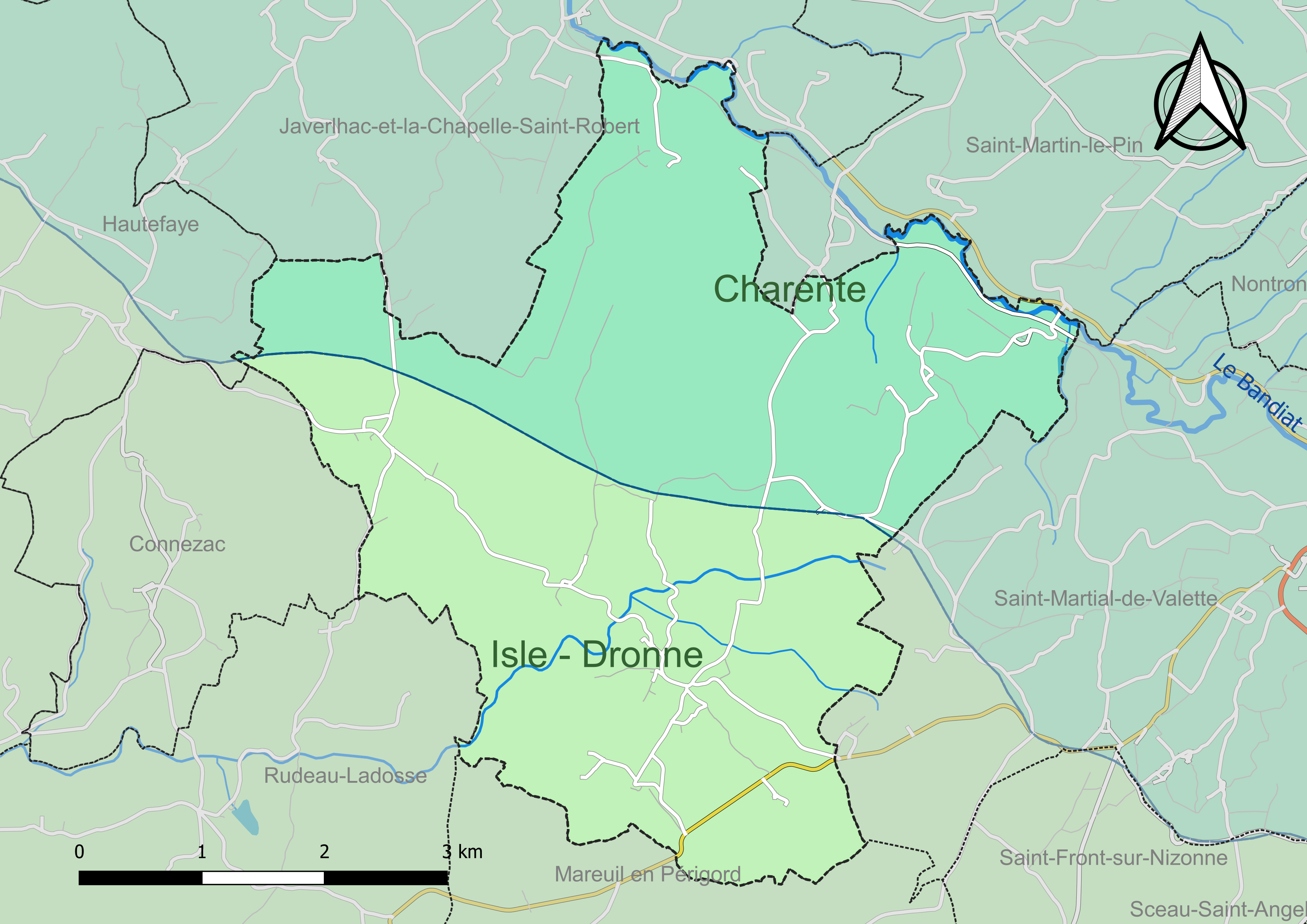
Hydrographische Karte von Lussas-et-Nontronneau

Der Nordost- und Nordteil des Gemeindegebietes wird vom Bandiat berührt und in nordwestlicher Richtung entwässert. Der Bandiat gehört zum Flusssystem der Charente. Zum Bandiat fließen in nördlicher Richtung zwei kleine linke Seitenbäche bei Villejalet und bei Lombardière, die stellenweise zu Weihern aufgestaut sind. 
An einer Quelle östlich von Lussas an der Gemeindegrenze zu  Saint-Martial-de-Valette entspringt ein kleiner Bach, der in westlicher Richtung zum Gemeindegebiet von Rudeau-Ladosse und Connezac hin abfließt und dort anschließend in den Beaussac und sodann in die Nizonne mündet. Er gehört folglich bereits zum Entwässerungsnetz Isle-Dronne. Nördlich vom Château de Beauvais besitzt dieser Bach noch einen rechten Seitenarm. 
Die Wasserscheide verläuft in nordwestlicher Richtung und teilt das Gemeindegebiet in zwei Hälften.
Die Gesamtlänge des Entwässerungsnetzes in der Gemeinde Lussas-et-Nontronneau beträgt 13 Kilometer.

## Geologie

Geologische Karte von Lussas-et-Nontronneau

Die ältesten anstehenden Gesteine im Gemeindegebiet von Lussas-et-Nontronneau stammen aus dem Lias des nordöstlichen Aquitanischen Beckens. Diese flachliegenden Sedimente des Unterjura (Formation l5-9)  sind bei Lombardière in einem kleinen, linken Seitental des Bandiats aufgeschlossen. Über dem Lias folgt dann kalkiger Dogger, der die Hanglagen südlich des Bandiats aufbaut. Der Dogger besteht aus Oberem Bajocium (Formation j1b-2a) und Bathonium (Formation j2b), in der Hauptsache kryptokristalline Oolithkalke. Er kann auch rekristallisiert auftreten (Formation jC). Nördlich und westlich von Lussas ist noch Oxfordium – feinkörnige, beigefarbene Kalke der Formation j2-6(b) – erhalten geblieben. 
Der überwiegende Teil des Gemeindegebietes wird jedoch weitestgehend von pleistozänem Kolluvium verhüllt (Tone und Feinsande der Formation AC). Nördlich vom Château de Beauvais und südlich von Le Coderc finden sich auf dem Oxfordium würmzeitliche, kalkige Hangschuttablagerungen (französisch Grèzes), die durch Gelifraktion (Tau-Gefrier-Zyklen) erzeugt wurden (Formation GP). Am Hochpunkt im Südosten bei La Saudie ist ferner ein kleines Vorkommen von gesteinsbildenden Sanden und Schottern fluviatilen Ursprungs erwähnenswert, welche aus dem Eozän/Oligozän stammen dürften (Formation H-F); sie gehören zu einem fossilen Flusssystem des sich damals in Hebung befindenden Massif Central; sein in Südsüdwest-Richtung verlaufender Hauptast folgt der Gemeindegrenze von Saint-Martial-de-Valette und Saint-Front-sur-Nizonne.
Der Bandiat und auch der zum Beaussac entwässernde Bach fließen in Talauen aus würmzeitlichem/holozänem Alluvium (Kiese und Flusssande der Formation K).
Der rekristallisierte Dogger lässt auf tektonische Vorgänge schließen, welche wahrscheinlich im Zusammenhang mit der Bildung des Bandiatgrabens stehen.

## Ökologie

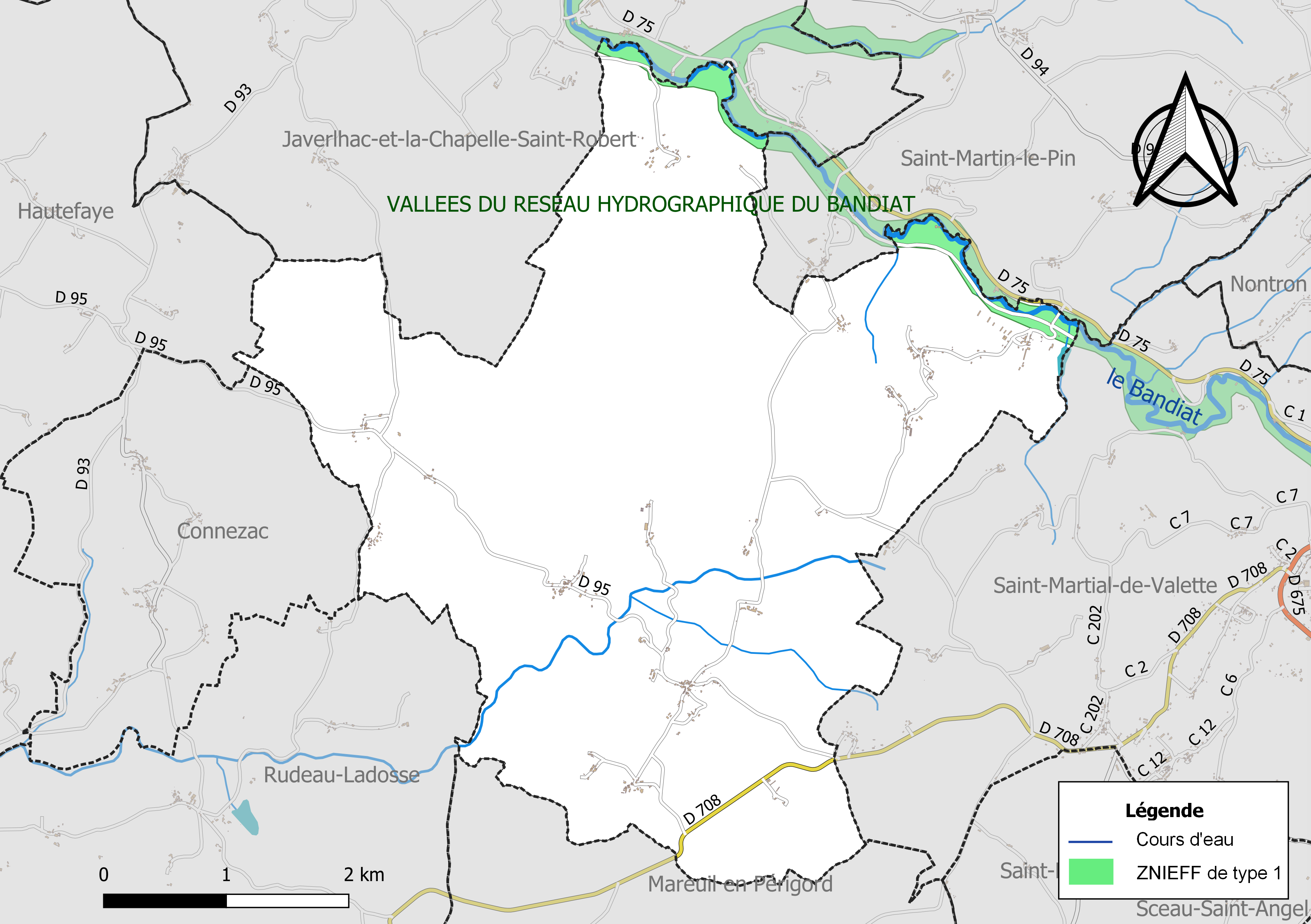
Schutzgebiet des Typus 1

### Naturpark
Das Gemeindegebiet von Lussas-et-Nontronneau ist seit 1998 ein integraler Bestandteil des Regionalen Naturparks Périgord-Limousin.

### Schutzgebiet
Unter Naturschutz steht das Bandiattal im Nordosten und Norden, das als ZNIEFF (Französisch zone naturelle d'intérêt écologique, faunistique et floristique) des Typus 1 unter der Bezeichnung Vallées du réseau hydrographique du Bandiat ausgewiesen ist. Die Flora umfasst über 100 Pflanzenarten mit Großer Odermennig (Agrimonia procera) und Atlantisches Hasenglöckchen (Hyacinthoides non-scripta) als Indikatorpflanzen. 

## Geschichte
Älteste Siedlungsreste in der Gemeinde gehen bis ins Paläolithikum zurück. So wurden 1908 in der Grotte des Grèzes Spuren aus dem Oberen Mousterien entdeckt. Kulturzeugnisse in Lussas-et-Nontronneau sind ein gallorömischer Villenkomplex aus dem 1. Jahrhundert bei Nontronneau, der während der Trockenheit von 1967 zum Vorschein kam. Aus dem Mittelalter stammen mehrere romanische Bauwerke, wie beispielsweise die Kirche Saint-Étienne in Lussas aus dem 12. Jahrhundert, die Kirche in Nontronneau und die Überreste der alten Kapelle in Fontroubade, ebenfalls aus dem 12. Jahrhundert. Die einstige romanische Kapelle Saint-Christophe in Bondazeau ist mittlerweile vollständig verschwunden. Das Château de Beauvais wurde Ende des 16. Jahrhunderts erbaut.
Lussas-et-Nontronneau bestand einst aus vier Pfarreien: Lussas, Fontroubade, Nontronneau und Bondazeau. Die zuvor unabhängigen Gemeinden Lussas und Nontronneau fusionierten 1827 zu Lussas-et-Nontronneau.

## Bevölkerungsentwicklung
| Jahr | Einwohner |  |
| 1962 | 461       |  |
| 1968 | 364       |  |
| 1975 | 370       |  |
| 1982 | 359       |  |
| 1990 | 363       |  |
| 1999 | 371       |  |
| 2004 | 384       |  |
| 2006 | 376       |  |
| 2007 | 359       |  |
| 2008 | 341       |  |
| 2009 | 323       |  |
| 2013 | 311       |  |
| 2014 | 313       |  |
| 2015 | 312       |  |
| 2016 | 308       |  |
| 2017 | 300       |  |
| 2019 | 283       |  |

Quelle: INSEE
Die Bevölkerung von Lussas-et-Nontronneau hat während der 1960er Jahre schwere Einbußen erlitten, sich dann aber wieder stabilisiert. Seit 2006 ist sie erneut rückläufig.

## Präsidentschaftswahlen 2022
| Kandidaten                       | Kandidaten            | Parteien                      | Parteien            | 1. Wahlgang | 1. Wahlgang | 2. Wahlgang | 2. Wahlgang |
| Kandidaten                       | Kandidaten            | Parteien                      | Parteien            | Stimmen     | %           | Stimmen     | %           |
| -------------------------------- | --------------------- | ----------------------------- | ------------------- | ----------- | ----------- | ----------- | ----------- |
|                                  | Marine Le Pen         | Front national                | FN                  | 56          | 27,86 %     | 88          | 50,57 %     |
|                                  | Emmanuel Macron       | En marche !                   | EM                  | 54          | 26,86 %     | 86          | 49,43 %     |
|                                  | Jean-Luc Mélenchon    | Front de gauche               | FDG                 | 37          | 18,41 %     |             |             |
|                                  | Éric Zemmour          | Reconquête                    |                     | 14          | 6,96 %      |             |             |
|                                  | Valérie Pécresse      | Les Républicains              | LR                  | 9           | 4,48 %      |             |             |
|                                  | Jean Lassalle         | Résistons !                   | R                   | 14          | 6,96 %      |             |             |
|                                  | Anne Hidalgo          | Parti socialiste              | PS                  | 4           | 1,99 %      |             |             |
|                                  | Fabien Roussel        | Parti communiste français     | PC                  | 6           | 2,99 %      |             |             |
|                                  | Nicolas Dupont-Aignan | Debout la République          | DLR                 | 1           | 0,50 %      |             |             |
|                                  | Yannick Jadot         | Europe Écologie-Les Verts     | EELV                | 4           | 1,99 %      |             |             |
|                                  | Nathalie Arthaud      | Lutte Ouvrière                | LO                  | 0           | 0,00 %      |             |             |
|                                  | Philippe Poutou       | Nouveau Parti anticapitaliste | NPA                 | 2           | 1,00 %      |             |             |
|                                  |                       |                               |                     |             |             |             |             |
| Gesamt                           | Gesamt                | Gesamt                        | Gesamt              | 201         | 100 %       | 174         | 100 %       |
|                                  |                       |                               |                     |             |             |             |             |
| Gültige Stimmen                  | Gültige Stimmen       | Gültige Stimmen               | Gültige Stimmen     | 201         | 97,10 %     | 174         | 87,88 %     |
| Ungültige Stimmen                | Ungültige Stimmen     | Ungültige Stimmen             | Ungültige Stimmen   | 6           | 2,90 %      | 24          | 12,12 %     |
| Wahlbeteiligung                  | Wahlbeteiligung       | Wahlbeteiligung               | Wahlbeteiligung     | 207         | 83,13 %     | 198         | 79,84 %     |
| Enthaltungen                     | Enthaltungen          | Enthaltungen                  | Enthaltungen        | 42          | 16,87 %     | 50          | 20,16 %     |
| Registrierte Wähler              | Registrierte Wähler   | Registrierte Wähler           | Registrierte Wähler | 249         |             | 248         |             |
|                                  |                       |                               |                     |             |             |             |             |
| Quelle: Ministère de l'Intérieur |                       |                               |                     |             |             |             |             |

Die Präsidentschaftswahlen 2022 in Lussas-et-Nontronneau konnte Marine Le Pen knapp für sich entscheiden.

## Wirtschaft

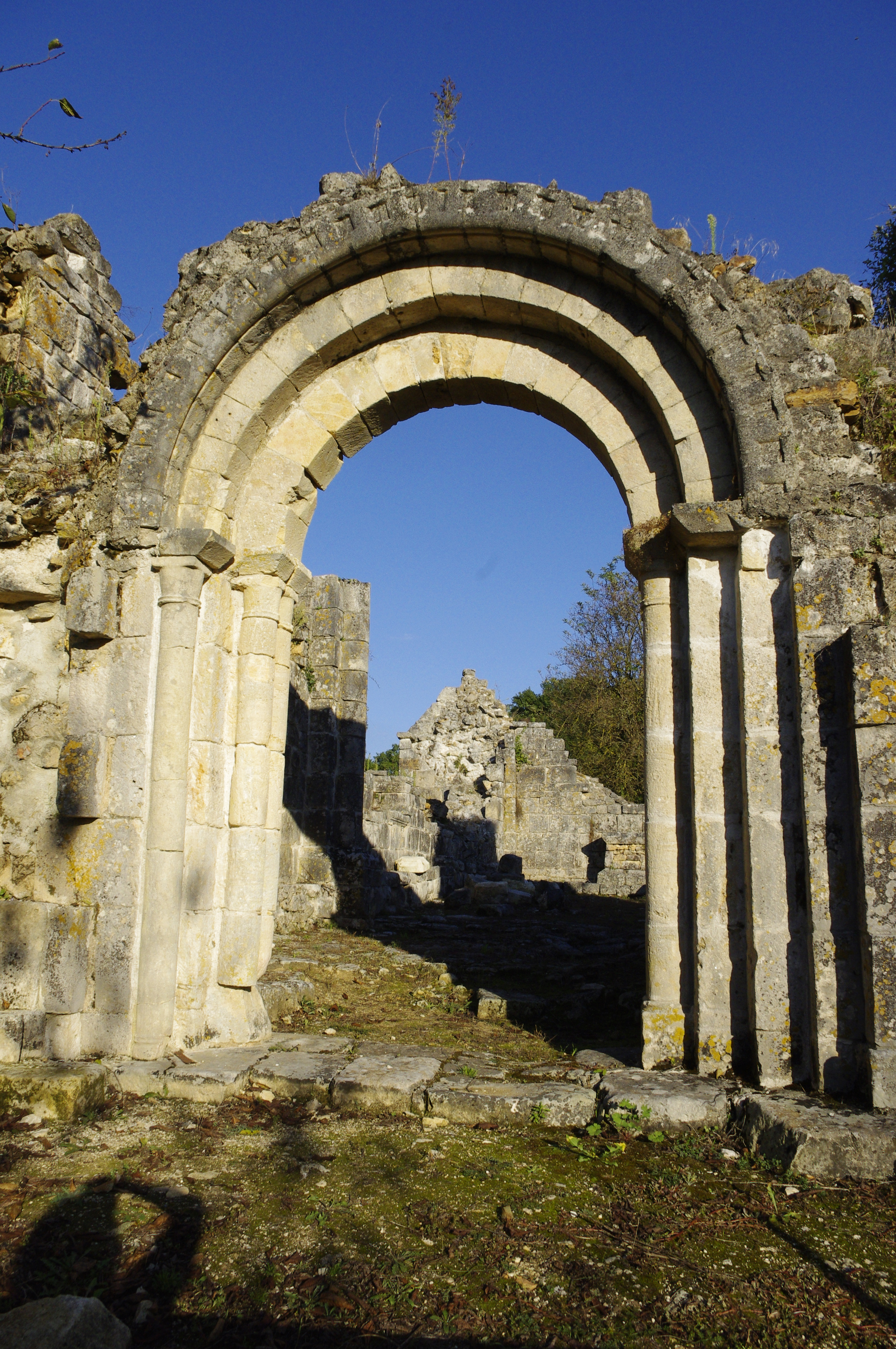
Die Ruinen der romanischen Kapelle Sainte-Radegonde in Fontroubade

### Wirtschaftliche Nutzung
Vorherrschend in der Gemeinde Lussas-et-Nontronneau sind landwirtschaftliche (Ackerbau, Tierhaltung) und forstwirtschaftliche Betriebe (ausgedehnte Waldungen).

### Beschäftigung
Im Jahr 2015 waren 144 Erwerbsfähige zwischen 15 und 64 Jahren in der Gemeinde gemeldet, dies entspricht 46,2 % der Gesamtbevölkerung. Die Zahl der Arbeitslosen stieg seit 2010 leicht von 13 auf 15 an, die Arbeitslosenquote beträgt somit 10,3 %.

### Unternehmen
Am 31. Dezember 2015 waren 25 Unternehmen in Lussas-et-Nontronneau ansässig, davon 8 in Handel, Transport und Dienstleistungen, 6 in Landwirtschaft, Forsten und Fischerei, 5 im Baugewerbe, 4 in der Industrie und 2 im Sektor Verwaltung, Bildung, Gesundheit und Soziales.

## Sehenswürdigkeiten
- romanische Kirche Saint-Étienne in Lussas aus dem 12. Jahrhundert.
- romanische Kirche Saint-Jean von Nontronneau.
- Ruinen der romanischen Kapelle Sainte-Radegonde in Fontroubade aus dem 12. Jahrhundert, seit 1988 Monument historique.
- Château de Beauvais mit Taubenturm, aus dem 16. Jahrhundert, seit 1973 Monument historique.

Der gallorömische Villenkomplex bei Nontronneau Villa Rustica befindet sich in Privatbesitz und wurde nach dem Ende der Forschungskampagnen von 1970 bis 1984 und 2002 bis 2005 wieder mit Sand bedeckt, um die Konservierung zu garantieren.

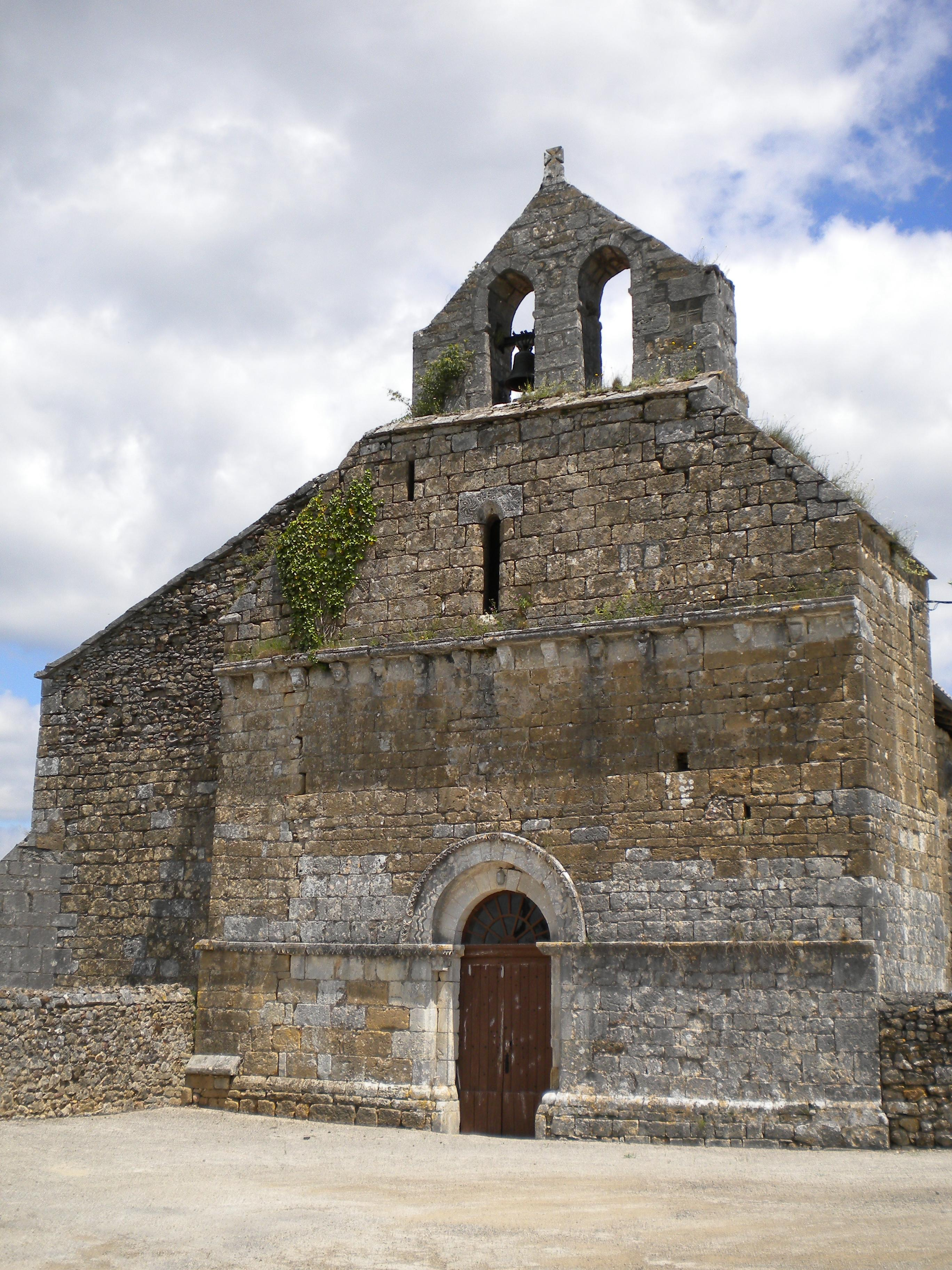
Westfassade der romanischen Kirche Saint-Jean in Nontronneau
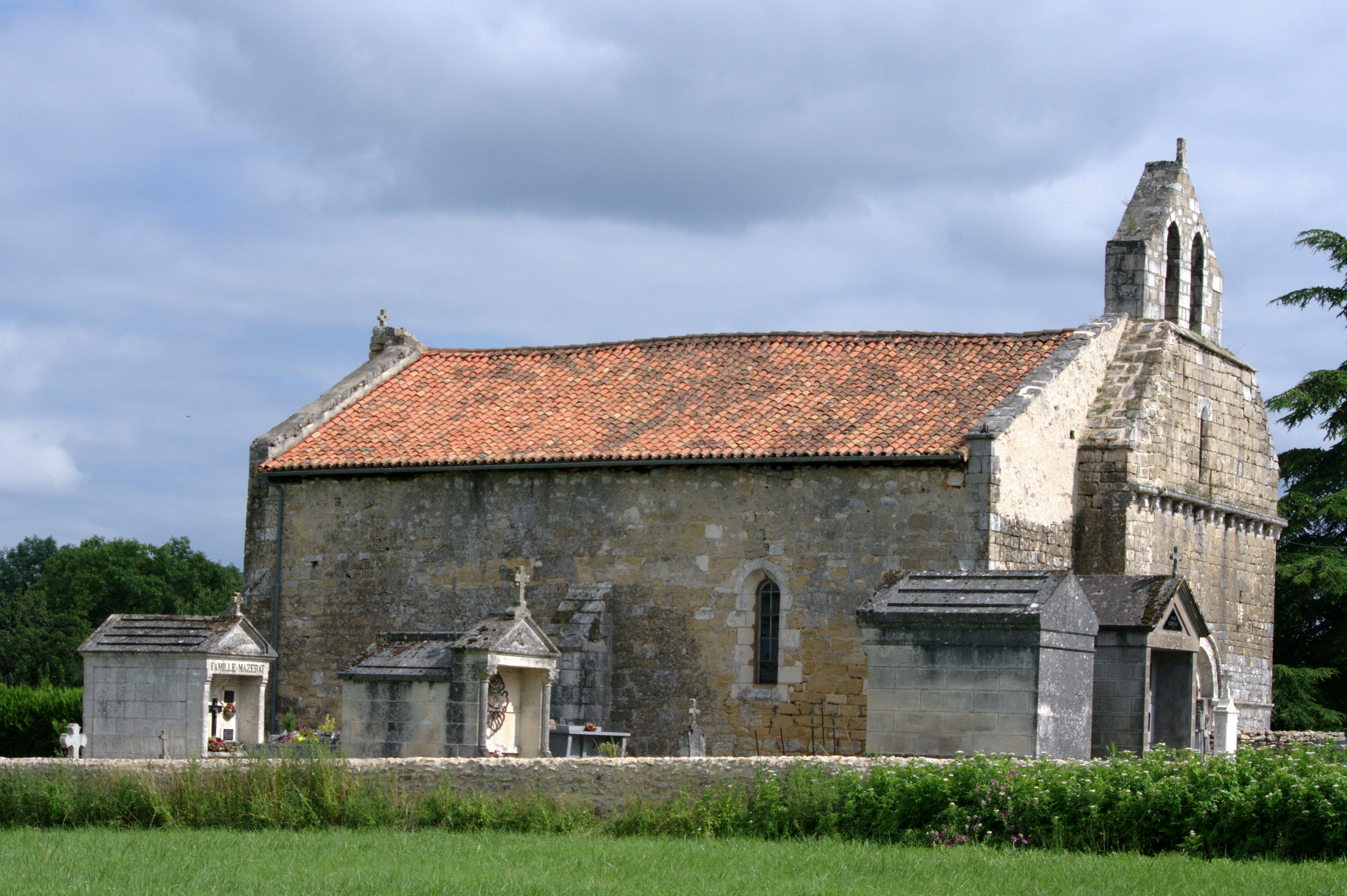
Romanische Kirche Saint-Jean in Nontronneau
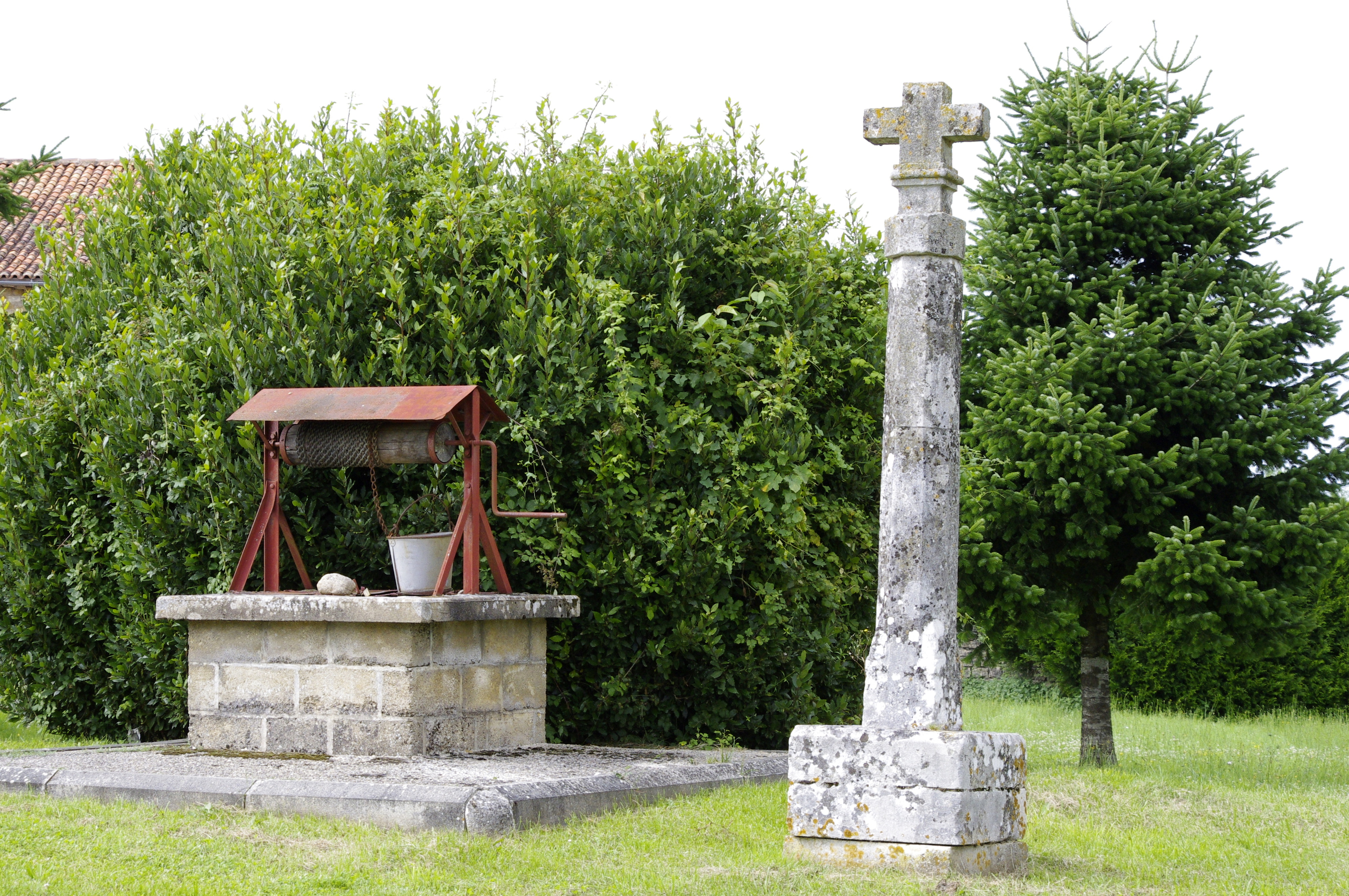
Brunnen und Steinkreuz in Nontronneau
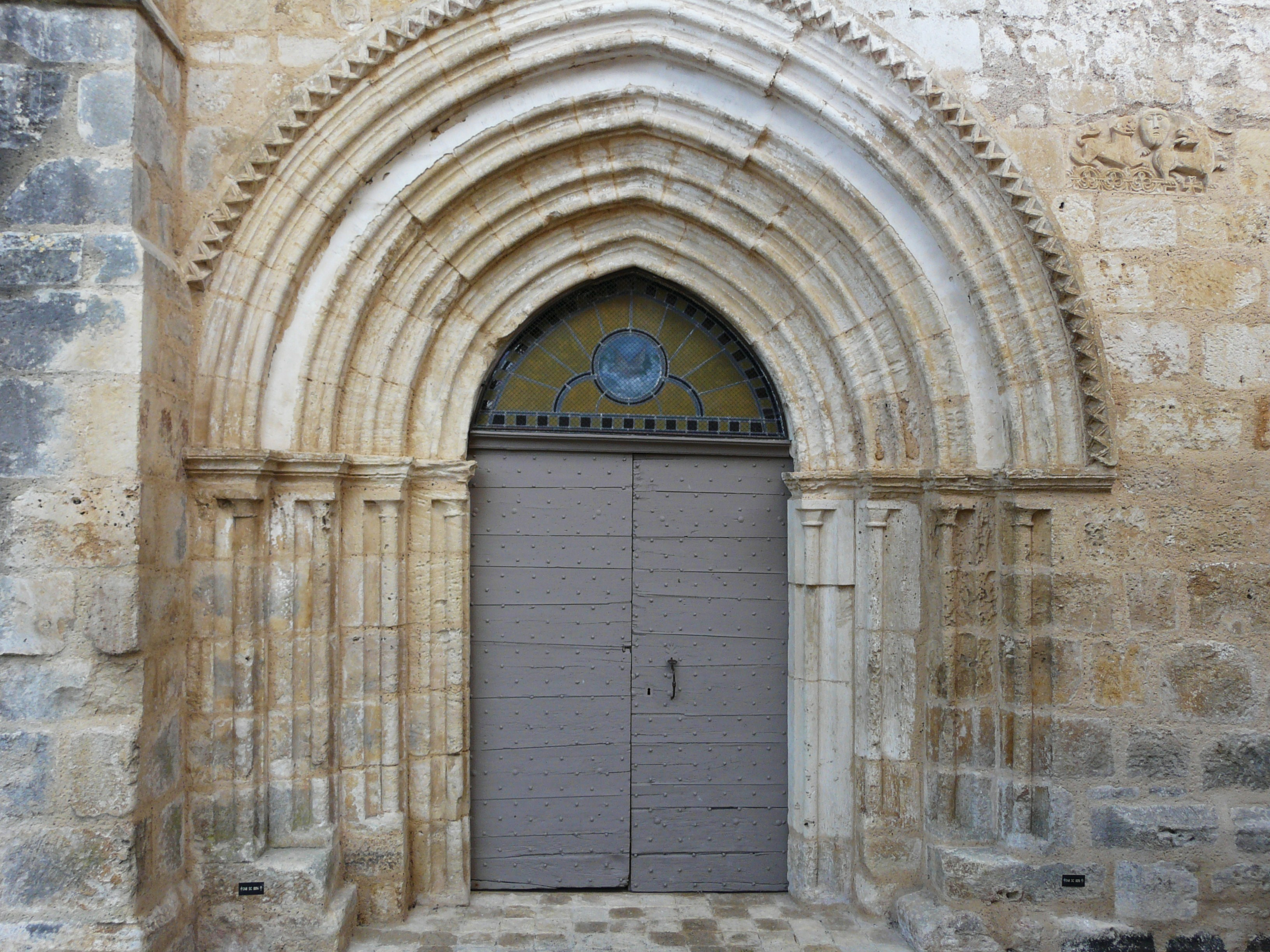
Eingangsportal der romanischen Kirche Saint-Étienne von Lussas
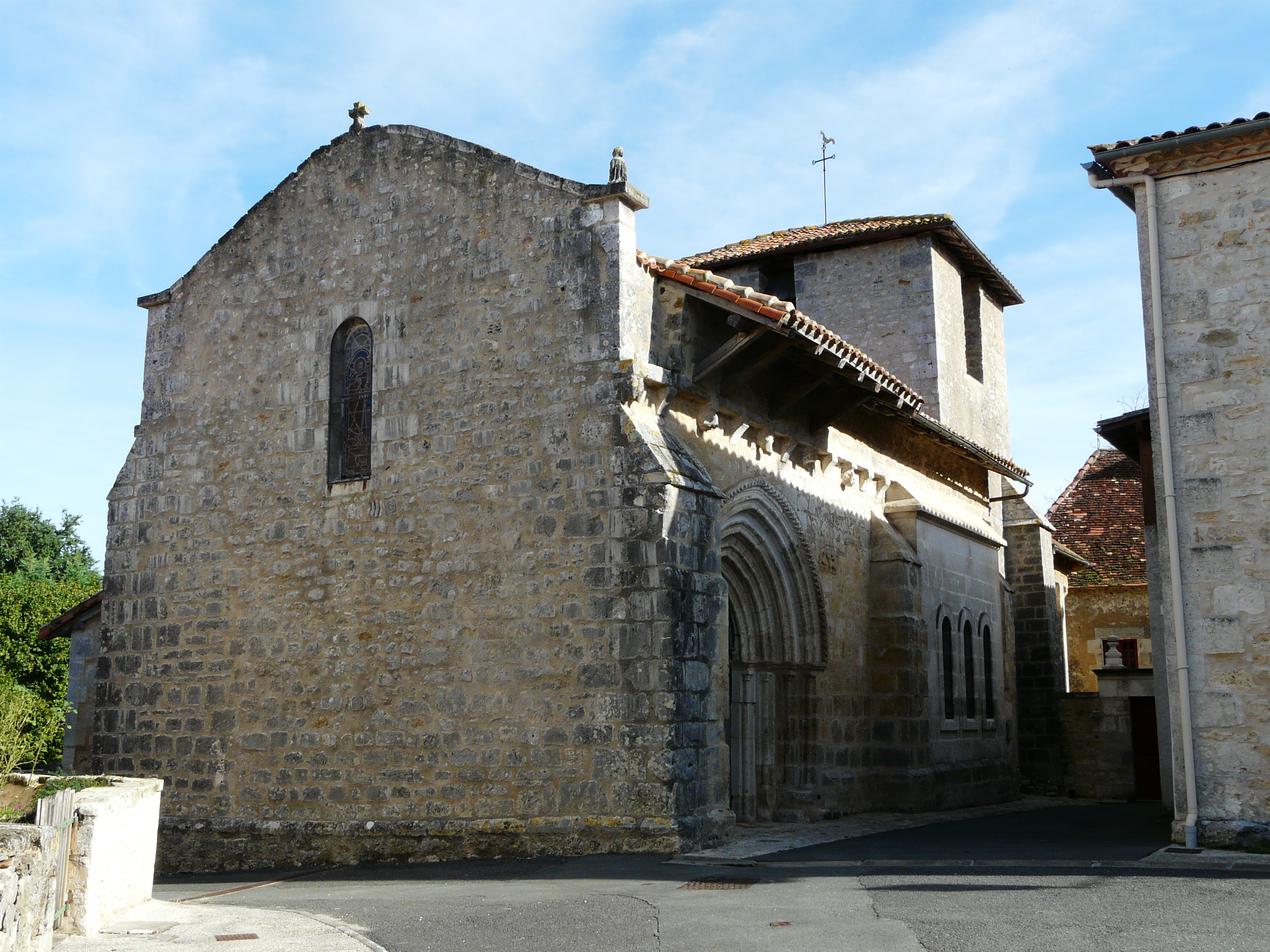
Die Kirche Saint-Étienne in Lussas
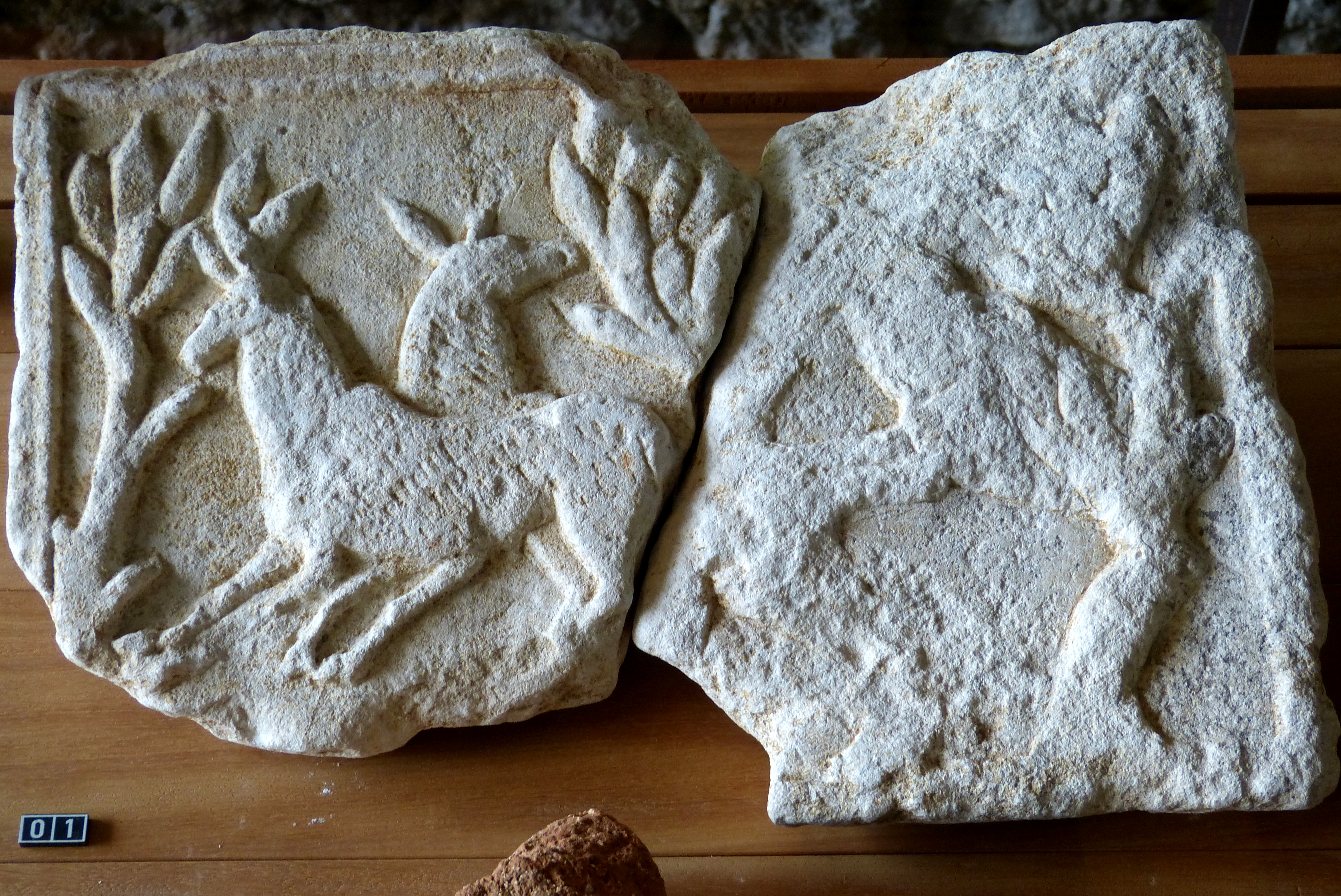
Basrelief mit Hirschen aus der Villa Rustica
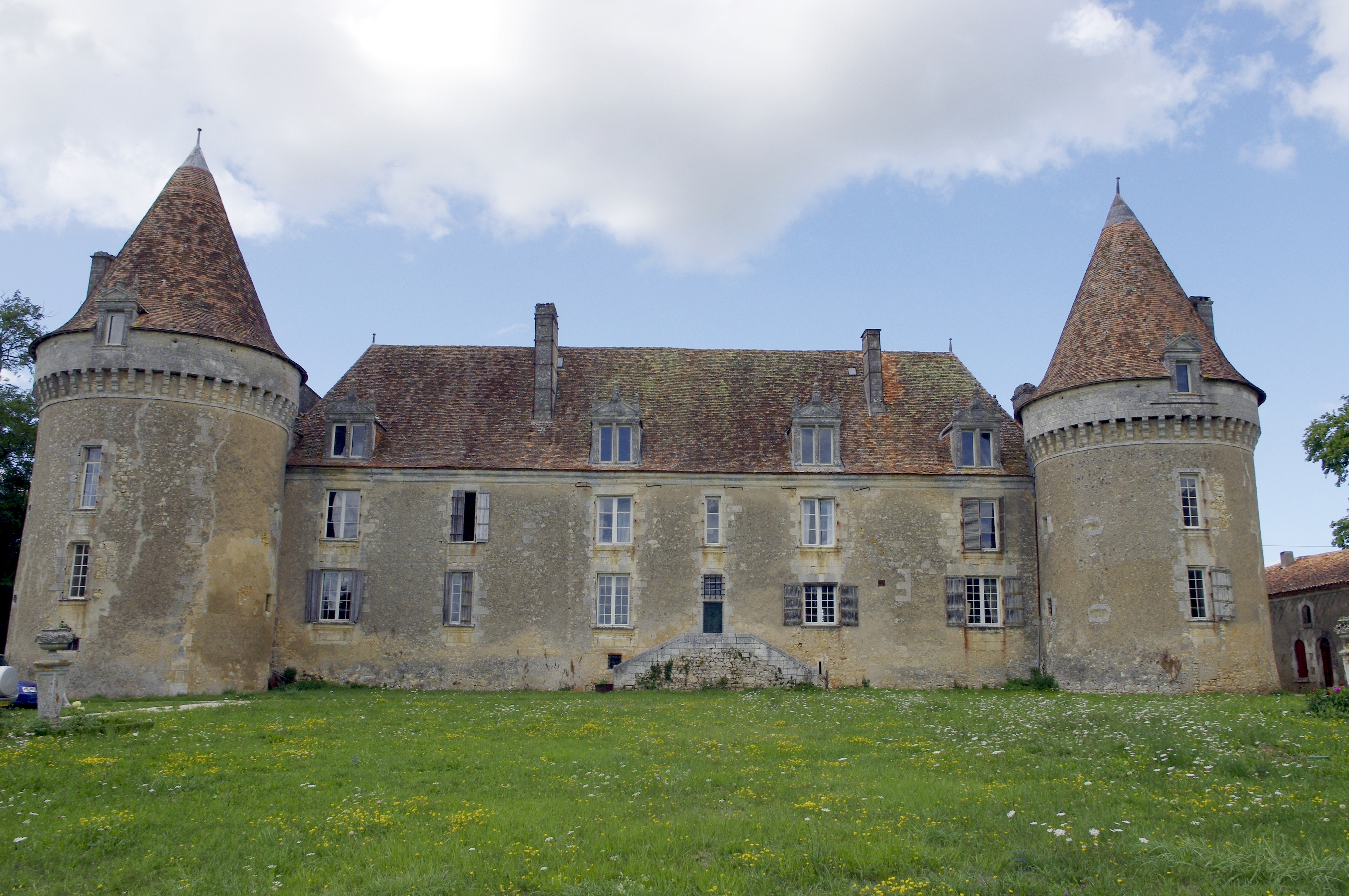
Schloss Beauvais
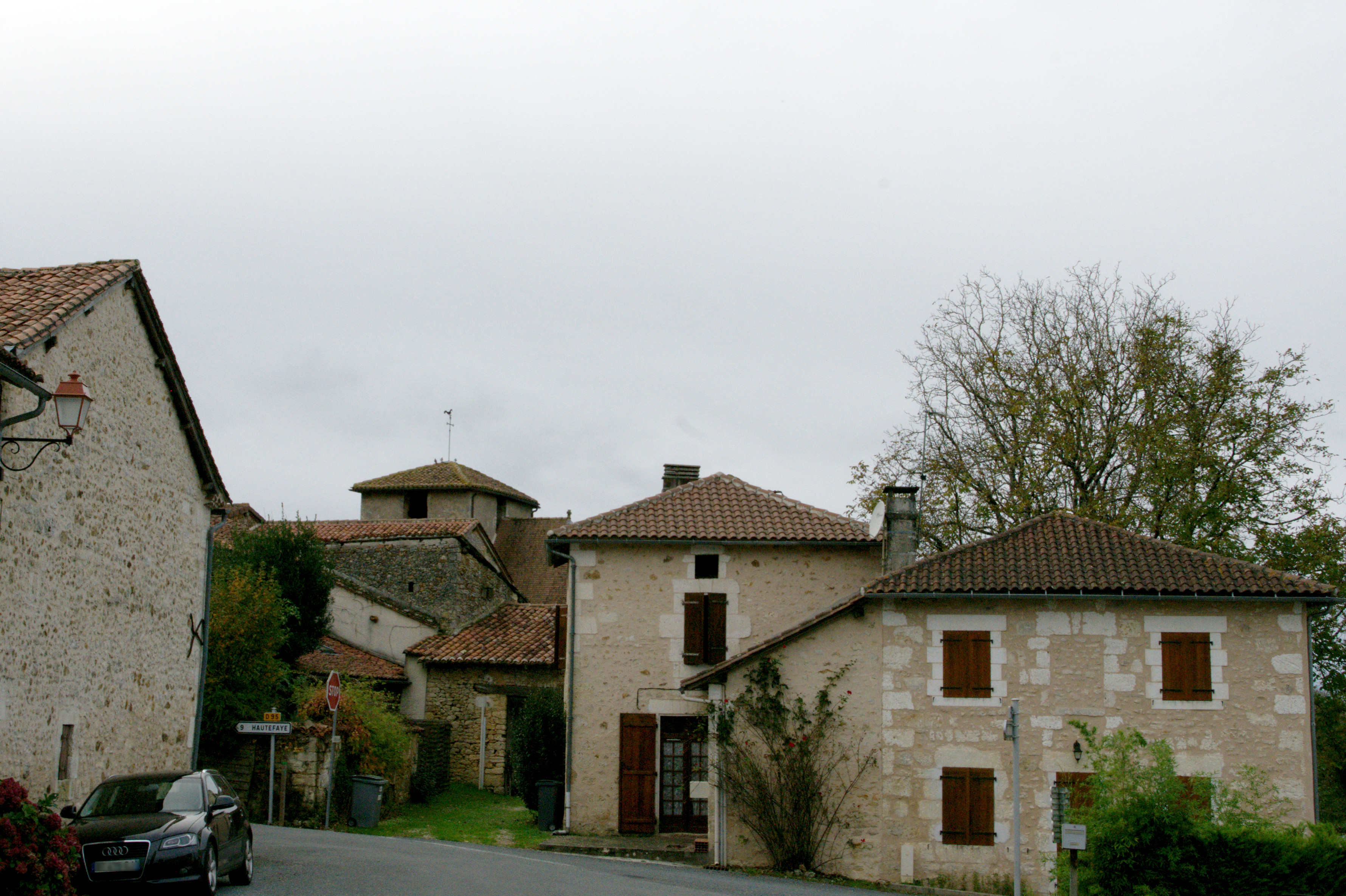
Ortseinfahrt von Lussas
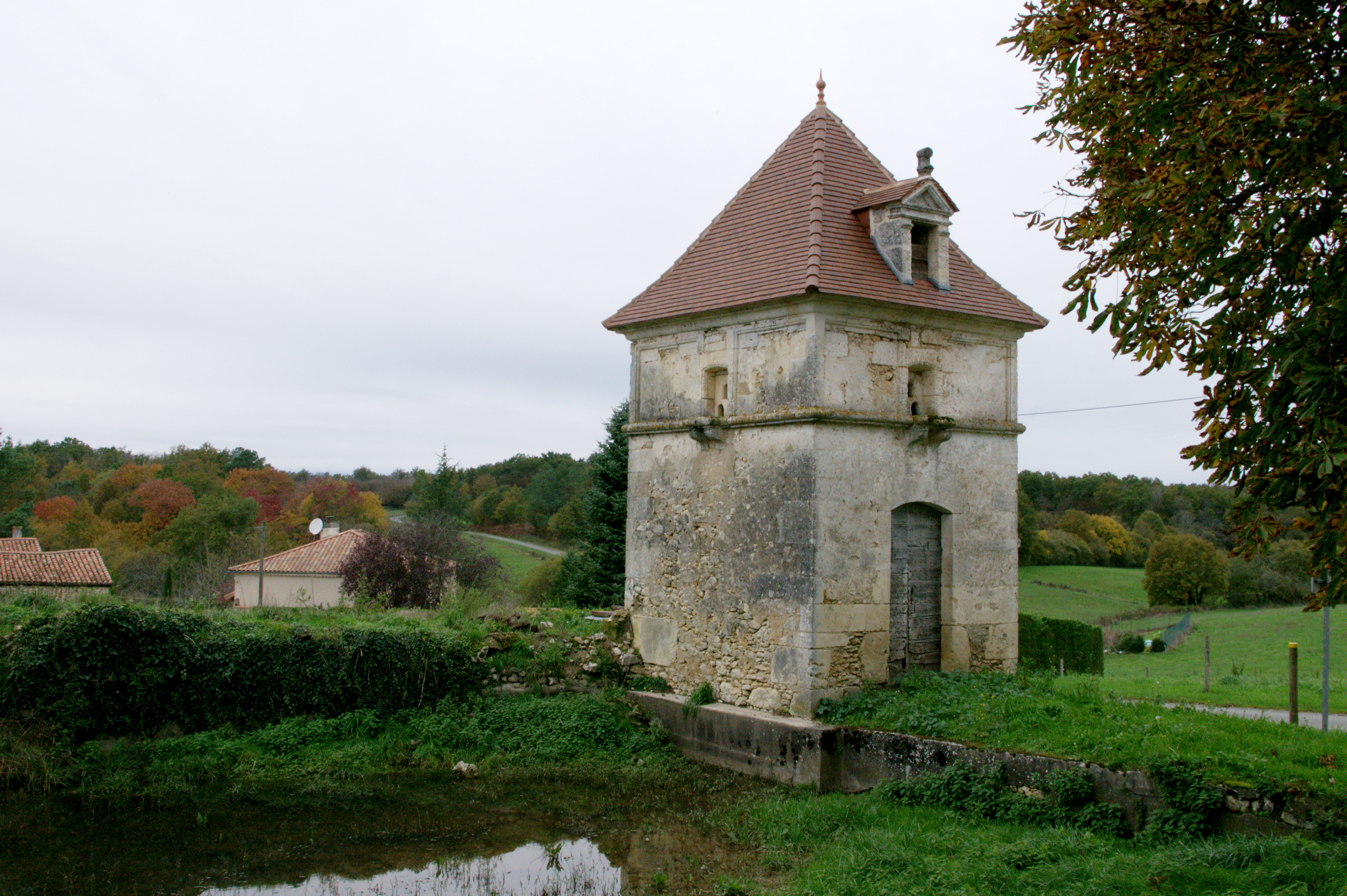
Der Weiler Le Coderc
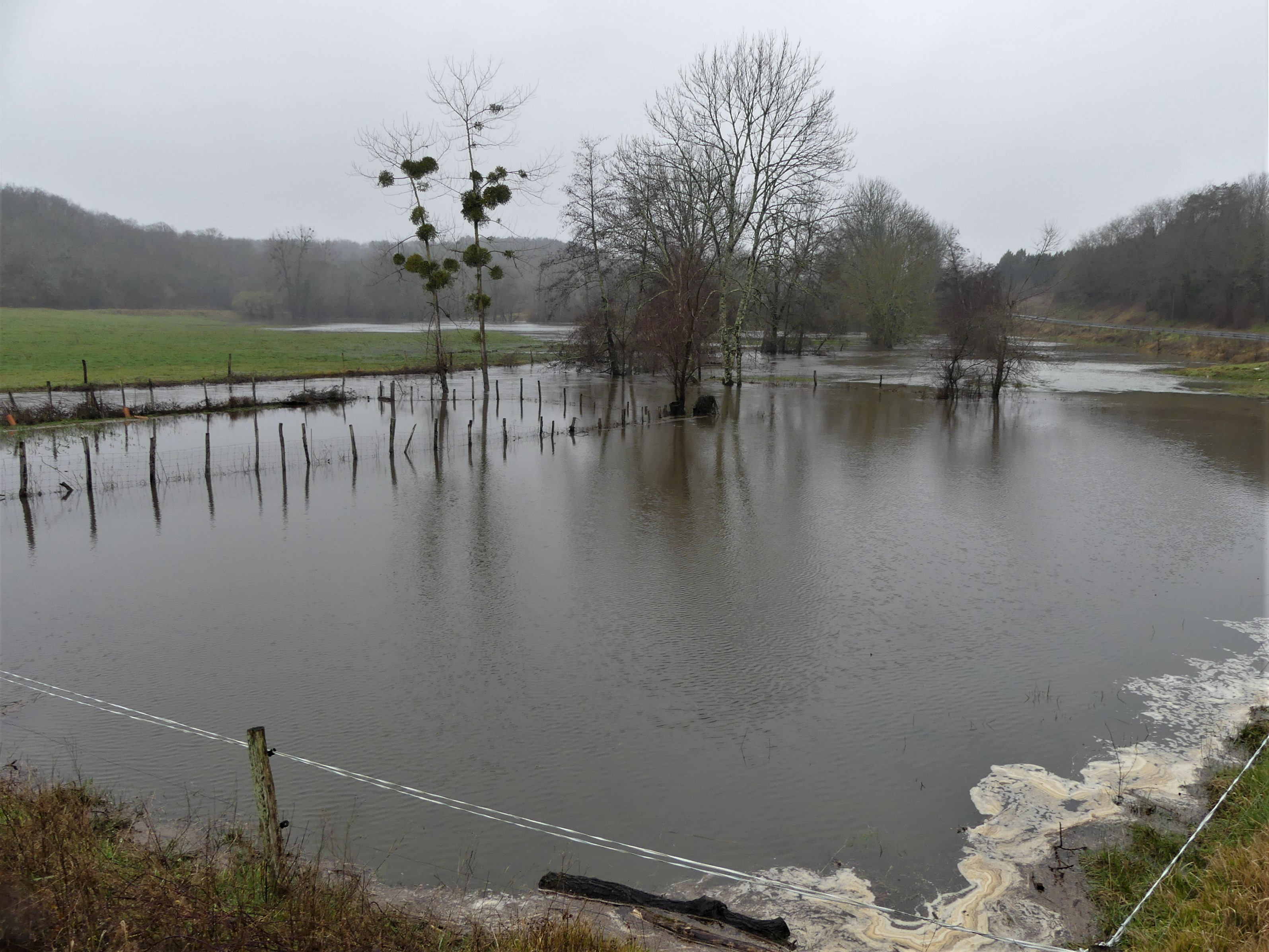
Winter-Hochwasser am Bandiat nördlich von Bondazeau
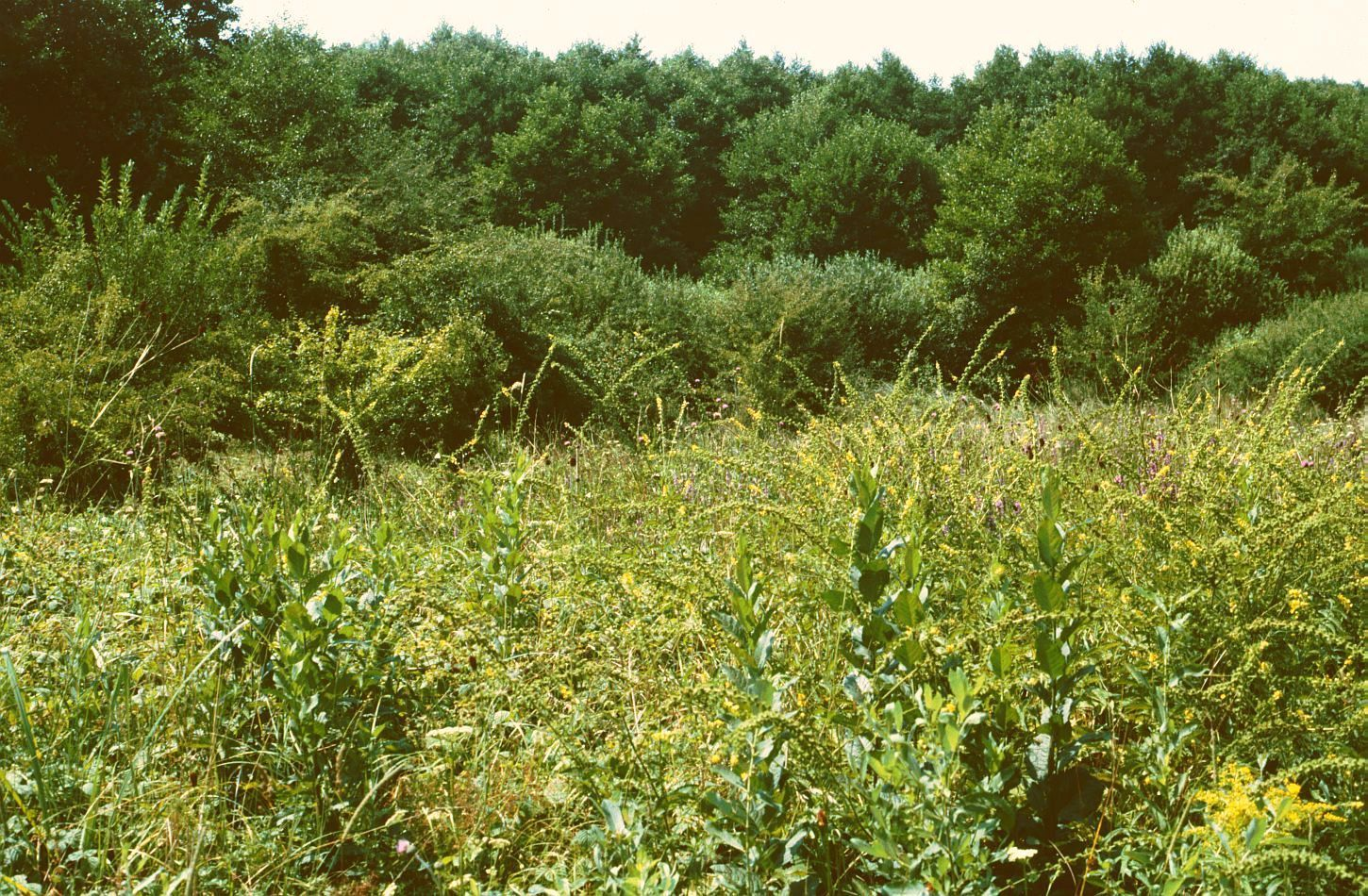
Großer Odermennig (Agrimonia procera)